# Gérard Moignet
Gérard Moignet (* 26. Juni 1912 in Caen, Normandie; † 10. Juli 1978 in Trelleborg, Schweden) war ein französischer Linguist und Romanist.

## Leben und Werk
Moignet war Schüler von Robert-Léon Wagner und Gustave Guillaume. Er habilitierte sich 1957 mit den beiden Thèses Essai sur le mode subjonctif en latin postclassique et en ancien français (2 Bde., Paris 1959) und Les Signes de l'exception dans l'histoire du français (Genf 1959, 1973). Moignet hatte an der Sorbonne (als Nachfolger von Robert-Léon Wagner) den Lehrstuhl für französische Sprachwissenschaft inne (Nachfolger: Robert Martin). Olivier Soutet gehörte zu seinen Schülern.

## Weitere Werke
- Le latin au baccalauréat. Ecrit-oral. Cours de révision pratique, Alger 1947
- L'Adverbe dans la locution verbale. Etude de psycho-systématique française, précédée d'une notice nécrologique à la mémoire de Gustave Guillaume, par Christoph Eich, Québec 1961
- Le pronom personnel français. Essai de psycho-systématique historique, Paris 1965
- (Hrsg.) La Chanson de Roland, Paris 1969
- Grammaire de l'ancien français. Morphologie, syntaxe, Paris 1973, 1976, 2002
- Études de psycho-systématique française, Paris 1974
- (Hrsg. zusammen mit Roger Lassalle) Actes du 5e Congrès international de langue et littérature d'oc et d'études franco-provençales Nice, 6-12 septembre 1967, Paris 1974
- Systématique de la langue française, hrsg. von Jean Cervoni, Kerstin Schlyter und Annette Vassant, Paris 1981